# Халчинский, Иван Дмитриевич
Иван Дмитриевич Халчинский (1810 или 1811 — 1856) — русский дипломат, советник русского посольства в Константинополе, генеральный консул в Молдавии и Валахии. Действительный статский советник.

## Биография
Родился 24 июня (6 июля) 1811 года, по другим сведениям — в 1810 году, в Кременчуге, где отец его был почтмейстером.
Учился в Нежинской гимназии высших наук вместе с Н. В. Гоголем. Окончил гимназию со степенью кандидата годом позднее Гоголя, вместе с Н. В. Кукольником — в 1829 году.
Уехал в Санкт-Петербург и 2 июля 1830 года поступил на службу в департамент внутренних сношений министерства иностранных дел. После 1832 года несколько лет был секретарём посольства в Константинополе, затем занял место начальника отделения в Азиатском департаменте. После этого был советником посольства в Константинополе, где пробыл до 1850 года. Был произведён в чин статского советника, награждён орденами Св. Анны 2-й степени с императорской короной, Льва и Солнца 2-й степени, Нишан-Ифтигар.
Оставив службу, поселился в своем имении, в Полтавской губернии, где имел небольшой конский завод арабских лошадей. В начале 1856 года Халчинский получил пост генерального консула в Молдавском княжестве. Получил чин действительного статского советника (10.07.1851) и орден Св. Станислава 1-й степени.
Не был женат. Написал биографию К. М. Базили, своего товарища по Нежинской гимназии, бывшего в 1854 году полномочным русским комиссаром в Дунайских княжествах.
Умер 19 февраля (2 марта) 1856 года. Похоронен на Волковском православном кладбище.